# IESE
L'IESE Business School (antigament Institut d'Estudis Superiors de l'Empresa) és un centre d'estudis fundat el 1958 a Barcelona com a escola postgrau de la Universitat de Navarra. Fou una iniciativa dels professors Antonio Valero Vicente, Rafael Termes, Fernando Pereira, Josep Faus i Pascuchi i Carles Cavallé Pinós per a l'educació i el perfeccionament d'empresaris i directius. Els aspectes doctrinals i espirituals de la seva activitat formativa són confiats a l'Opus Dei. El mateix 1958 posà en marxa el programa avançat de direcció i el 1959 el de desenvolupament d'executius i el de formació contínua. El 1988 va rebre la Creu de Sant Jordi.
El 1964 inicià el seu programa màster en direcció d'empreses (MBA), reconegut internacionalment. El 1974 obrí un campus a Madrid, on el 1981 començà a impartir el MBA executiu. Des de la seva fundació, més de 15.000 consellers delegats, alts directius i presidents de les principals companyies establertes a Espanya han assistit als seus programes formatius, considerats entre els millors dels que es fan a les escoles de negocis del món. Una de les característiques del seu sistema educatiu és l'ensenyament pel mètode del cas, similar al que utilitza l'americana Harvard Business School. Actualment al voltant d'uns 41.000 d'antics alumnes de l'IESE treballen en 120 països de tot el món.
A més de Barcelona i Madrid l'IESE té seus a Nova York, São Paulo i Múnic.
L'actual director general és Franz Heukamp.
El cost acadèmic depèn del nivell d'estudis, sent d'uns 40.000€ aproximadament als màsters i superant els 90.000€ al cas dels MBA.